# Trường Hậu bổ (Sài Gòn)

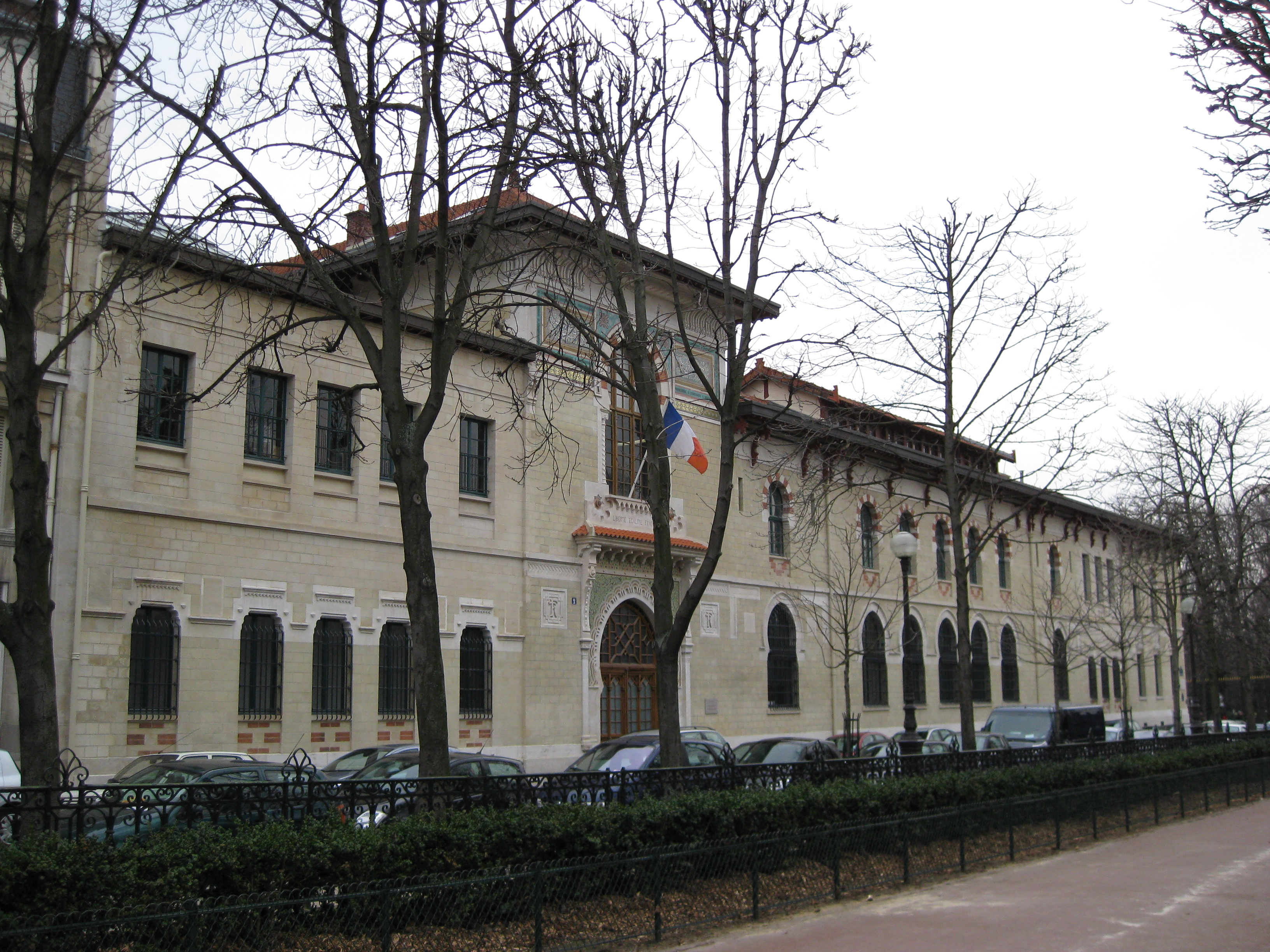
Mặt tiền Trường Thuộc địa ở Paris, năm 2002 đổi là Trường Quốc gia Hành chánh (l'École nationale d'administration)

Trường Hậu bổ, Sài Gòn còn có tên là Trường Tập sự Hành chánh, Trường Cao đẳng Tham biện hay Trường Tham biện Hậu bổ (tiếng Pháp: Collège des administrateurs stagiaires) là một cơ sở đào tạo nhân viên hành chánh cho chính phủ Thuộc địa Pháp ở Nam Kỳ.

## Lịch sử
Người Pháp đánh chiếm Sài Gòn vào năm 1859 nhưng phải đến năm 1862 họ mới mở Trường Thông ngôn (Collège des interprètes) để giải quyết vấn đề ngôn ngữ bất đồng giữa chính giới Pháp và thường dân Việt. Dù vậy Trường Thông ngôn không đáp ứng đủ vì nhân sự không những phải giỏi dịch thuật mà phải biết lề lối cai trị nên ngày 20 Tháng Hai năm 1873 thì chính quyền cho lập Trường Hậu bổ ở Sài Gòn do Elucian Luro điều hành.
Năm 1875 thì Trương Vĩnh Ký được bổ làm chánh đốc học của trường. Ông làm việc tại đây đến năm 1879. Trường hoạt động đến năm 1887 thì bế giảng, thay thế bởi Trường Thuộc địa (École Coloniale) ở Paris.

## Vị trí
Tòa nhà ở vị trí Trường Hậu bổ, Sài Gòn sang thế kỷ 20 trở thành Sở Tổng Giám đốc Học vụ và Trường trung học Võ Trường Toản.